# Japón en el Festival de la Canción de la UAR
Japón debutó en los Festivales de la Canción de la UAR en el 2012 en Seúl (Corea del Sur), con sus representantes el grupo llamado Perfume con el tema Spring of Life, liderado por tres chicas, ellas serían las primeras representantes de Japón en el festival.

## Edición 2012
En esta edición solamente participaron 11 países de Asia y Oceanía, el festival de la UAR o en inglés ABU TV Songe festival no se considera de competencia como en otros festivales como el Festival de Eurovision que este a su vez ha sido la inspiración para crear el festival de la UAR o ABU TV Songe festival, para esta primera edición la NHK (cadena encargada de la representación de Japón en el festival) fichó al grupo Perfume con el tema Spring of Life para que fueran ellas las representantes de esta primera edición de Japón en el festival, si bien el festival no es competitivo Perfume era uno de los grupos favoritos solo por detrás de los anfitriones.

## Participaciones de Japón en el Festival de la Canción de la UAR
| Año  | Sede  | Artista        | Canción          | Idioma  | Nº de Actuación |
| ---- | ----- | -------------- | ---------------- | ------- | --------------- |
| 2012 | Seúl  | Perfume        | "Spring of Life" | Japonés | Nº 06           |
| 2013 | Hanói | May'n          | "ViViD"          | Japonés | Nº 04           |
| 2014 | Macao | Sekai no Owari | "Dragon Night"   | Inglés  |                 |